# Marie Jade
Pour les articles homonymes, voir Mary Christian.
Marie Jade est une journaliste et écrivaine française née le 1er mars 1886 à Saint-Denis (Seine) et morte le 3 décembre 1980 à Perros-Guirec (Côtes-du-Nord). Elle a également fait carrière comme artiste lyrique sous le pseudonyme de Mary Christian.

## Biographie
De son vrai nom Marie Élisabeth Jane Gabrielle Vien, elle naît le 1er mars 1886 à Saint-Denis (Seine). Son père, Joseph Isidore Vien (1811-1888), meurt alors qu'elle n'a que deux ans. Pendant son enfance à Paris avec sa mère, Élisabeth Fournier de Saint-Maur (1856-1938) qui a épousé le poète Charles Morice (1860-1919), elle côtoie les amis de son beau-père, dont Paul Gauguin, Auguste Rodin, Stéphane Mallarmé, Pablo Picasso et Armand Seguin, élève de Gauguin qui fera son portrait.
Elle épouse le 10 mai 1906 à la mairie du 17e arrondissement de Paris Antoine Octave Hippolyte Fournier de Saint-Maur. Veuve à l'âge de 20 ans, elle entreprend avec son fils, Georges, une carrière internationale de chanteuse lyrique sous le nom de Mary Christian. D'une liaison, elle a deux autres fils, Pierre et Christian[réf. nécessaire]. Elle épouse le 1er mai 1914 à Clamart le peintre Marco de Gastyne (1889-1982), de son vrai nom Marc Henri Benoist, avec lequel elle a une fille, Marie-Claire, qui sera elle-même écrivaine et poétesse mais sans accéder à la notoriété. Gastyne adopte également ses deux fils. 
Le couple divorce le 12 mars 1924 et Marie entame une carrière de journaliste, conférencière, romancière et poétesse sous le nom de Marie Jade. Elle se remarie le 16 décembre 1924 à la mairie du 6e arrondissement de Paris avec le publiciste Marius André Richier dont elle divorce le 20 avril 1931, puis le 18 septembre 1931 à Saint-Maurice-sur-Vingeanne (Côte-d'Or) avec Marcel Henri Bédet, artiste peintre et futur secrétaire de Sacha Guitry sous le nom de Henri Jadoux. Ils divorcent le 6 février 1953.
Elle reçoit en 1970 le prix Amic de l'Académie française pour l'ensemble de son œuvre.
Marie Jade meurt le 3 décembre 1980 à Perros-Guirec (Côtes-du-Nord) à l'âge de 94 ans.

## Note
1. 1 2 3  Acte no 270 (vue 38/115), registre des naissances de l'année 1886 pour la ville de Saint-Denis, Archives départementales de Seine-Saint-Denis (avec mentions marginales des unions et du décès).
2. ↑  Gauguin y travaillera l'arrière-plan dont la fenêtre. Ce tableau se trouve aujourd'hui au Musée d'Orsay : Gabrielle Vien par Armand Seguin.
3. ↑  Acte no 907 (vue 27/31), registre des mariages de l'année 1906 pour la ville de Saint-Denis, Paris-Archives.
4. 1 2  Acte no 30 (vue 16/44), registre des mariages de l'année 1914 pour la ville de Clamart, Archives départementales des Hauts-de-Seine (avec mention marginale du divorce).
5. ↑  Acte no 1282 (vue 15/21), registre des mariages de l'année 1924 pour le 6e arrondissement, Paris-Archives (avec mention marginale du divorce).
6. ↑  Acte no 9 (vue 33/76), registre des mariages de l'année 1931 pour la ville de Saint-Maurice-sur-Vingeanne, Archives départementales de la Côte-d'Or.
7. ↑  « Prix Amic », sur academie-francaise.fr (consulté le 18 octobre 2021).
8. ↑  La Bourgogne républicaine, 1er janvier 1937.[source insuffisante]